# Томе Арсовски
Томе Арсовски (на македонска литературна норма: Томе Арсовски) е поет, разказвач, романист и драматург от Република Македония.

## Биография
Роден е на 23 септември 1928 година в Косовска Митровица, където татко му кавадарчанин е на служба. След избухването на Втората световна война, семейството му се връща в Кавадарци. Завършва славистика във Филологическия факултет на Скопския университет. Над 30 години работи като драматург в Македонската радио-телевизия. Член е на Дружеството на писателите на Македония от 1959 година и един мандат е негов председател. Носител е на наградите „11 октомври“, „13 ноември“ (за цялостно творчество), „Златно перо“, „Кочо Рацин“, „Климент Охридски“.